# Clara Michelson
Clara Michelson (24. März 1881 in Riga – 27. Juli 1942 in Auschwitz) war eine Romanautorin, die Opfer des Holocaust wurde.

## Leben
Michelson wurde als zweite Tochter in einer gutsituierten jüdischen Familie geboren. Ihre Eltern waren kulturell nach Deutschland ausgerichtet. Sie war die Schwester des Malers Leo Michelson. Clara Michelson sprach fließend Deutsch, Russisch und Französisch. Sie besuchte eine deutsche Grundschule und deutsche höhere Schule und besuchte Vorlesungen bei Georg Simmel an der Universität Berlin und bei Sigmund Freud in Wien.
Zu Beginn des Ersten Weltkrieges war sie in Berlin, kehrte zunächst nach Russland zurück und bereiste 1917 mit ihrer Mutter den Kaukasus, wo sie von der Oktoberrevolution überrascht wurde und im Laufe von zwei Jahren nach Riga zurückkehrte. Ab 1921 lebte sie in Berlin und ab 1925 in Paris, wo sie als eine Romanautorin arbeitete. In den frühen 1930er Jahren kehrte sie nach Berlin zurück. Nach der Machtübernahme durch die Nationalsozialisten kehrte sie nach Paris zurück. 1942 wurde sie festgenommen und nach Auschwitz deportiert, wo sie ermordet wurde.

## Werke
- Clara Michelson: Jüdisches Kind aus dem Osten (= Philo-Bücherei, Nr. 4). Philo-Verlag, Berlin 1936, Digitalisat